# Protosirenidae
Em biologia, Protosirenidae é uma família extinta ligada aos Sirênios, esses na qual viveram por volta do Eoceno terrestre. Nessa, apresentam-se o único gênero até então catalogado, o Protosiren, contendo cinco espécies. Essas são:
- Protosiren eothene, catalogada por Zalmout, em 2003, no Paquistão;
- Protosiren fraasi, catalogada por Abel, em 1907, na Índia e no Egito;
- Protosiren sattaensis, catalogada por Gingerich, em 1995, no Paquistão;
- Protosiren smithae, catalogada por Gingerich e por Domning, em 1994, no Egito;
- Protosiren minima,  catalogada por Desmarest, em 1822, na França.

## Estrutura corporal

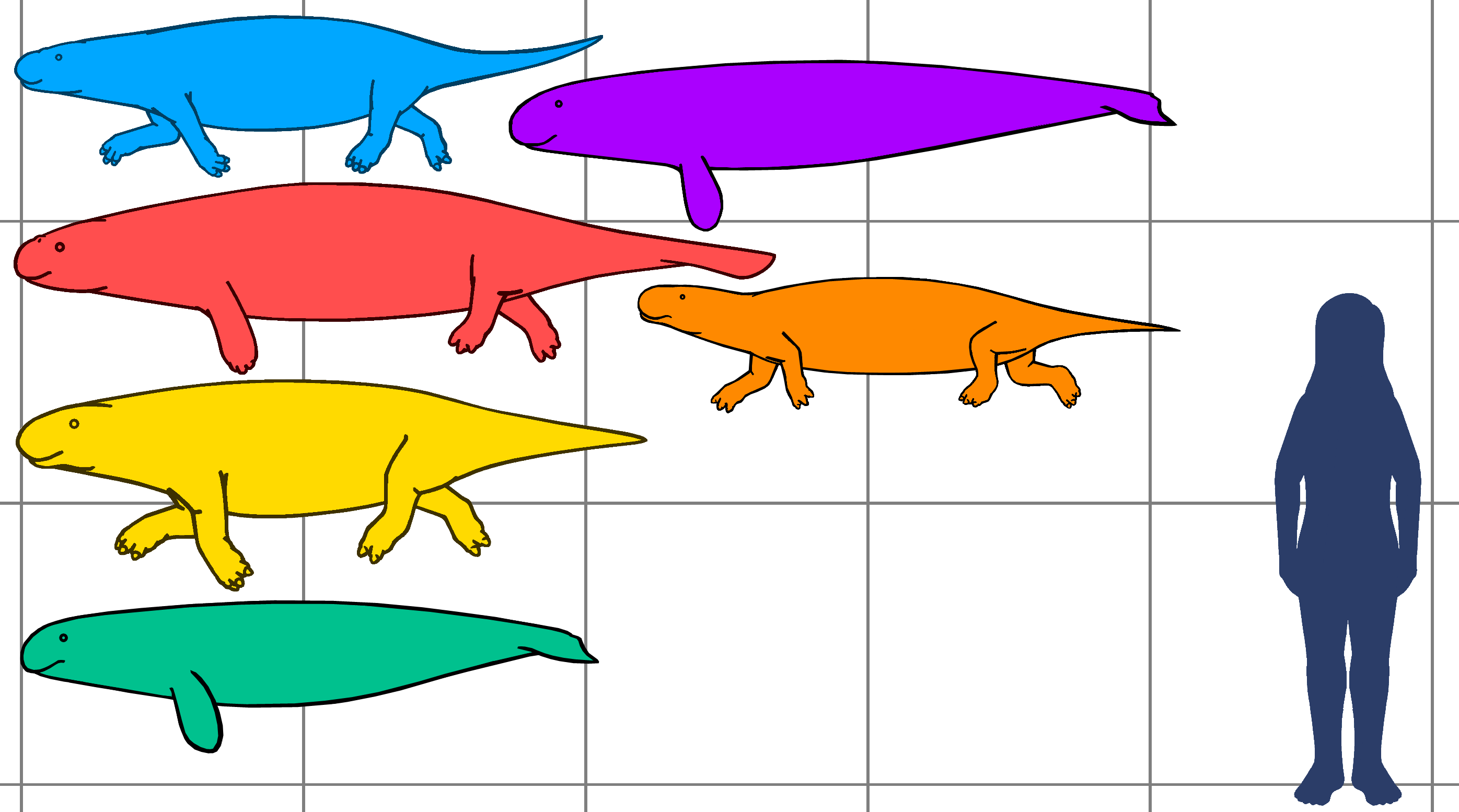
Comparação de tamanho entre os Protosiren (vermelho) em relação às outras espécies das outras 3 famílias

Em relação às outras famílias dos Sirênios, os Protosirenidae possuem uma organização corporal diferente: nessa, os mesmos se caracterizam por terem quatro patas, duas dianteiras e duas traseiras, sendo assim classificados como anfíbios quadrúpedes